# Сыроечковский, Борис Евгеньевич
Бори́с Евге́ньевич Сыроечко́вский (12 апреля 1881, Владимир — 12 июня 1961) — российский и советский историк и архивист, доцент кафедры истории СССР периода капитализма Московского университета, специалист по истории революционного движения и общественной мысли в России, кандидат исторических наук, профессор. Главная область научных знаний — история декабризма.

## Биография
Родился 12 апреля 1881 года во Владимире в семье учителя. Брат Бориса Евгеньевича — советский историк Владимир Евгеньевич Сыроечковский.
После окончания московской гимназии, в 1899 году, Борис Евгеньевич поступил на Историко-филологический факультет Московского университета.
В 1906 году окончил Историко-филологический факультет Московского университета.
До 1922 года преподавал историю в гимназиях Москвы и Владимирской губернии, ведя одновременно научно-исследовательскую, литературную и методическую работу.
После Великой Октябрьской социалистической революции работал учителем истории в средних школах, на рабфаках и в техникумах в Москве.
Общий стаж  работы учителем истории в средних школах, на рабфаках и в техникумах более 30 лет.
В сентябре 1923 года был назначен секретарем Комиссии Центрархива по изданию материалов по истории движения декабристов.
С 1924 года состоял научным сотрудником Центрархива РСФСР, выполняя обязанности секретаря «Комиссии для издания материалов по истории движения декабристов».
С 1926 по 1957 год преподавал в высших учебных заведениях Москвы.
С 1935 года — доцент Московского государственного педагогического института имени В. И. Ленина.
В 20—30-х годах им подготовлены и изданы следственные дела П. И. Пестеля и С. И. Муравьева-Апостола, «Записки» И. И. Горбачевского и другие материалы, имеющие важное значение для научного изучения движения декабристов.
С 1941 года — доцент Московского государственного университета имени М. В. Ломоносова.
В 1954 году под редакцией Б. Е. Сыроечковского и H. М. Дружинина был издан сборник статей «Очерки из истории движения декабристов».
В 1960 года под редакцией Б. Е. Сыроечковского и И. В. Пороха вышел в Саратове сборник С. Н. Чернова «У истоков русского освободительного движения».
Автор более 140 научных работ, посвященных большей частью движению декабристов. Его исследование о декабристах П. И. Пестеле, М. А. Фонвизине, И. И. Горбачевском стали вкладом в изучение истории движения декабристов. Последние годы жизни работал над монографией о П. И. Пестеле. Сыроечковский известен также как редактор и рецензент многочисленных книг о декабристах. Он провёл большую археографическую работу по выявлению и публикации источников о движении декабристов. Издал ряд важных мемуаров и следственных дел декабристов:	«Записки и письма И. И. Горбачевского», «Междуцарствие 1825 года и восстание декабристов в переписке и мемуарах членов царской семьи», «Восстание декабристов» (т. IV) и другие. Принимал активное участие в работе совещаний и комиссий по составлению методических пособий н программ по историческим дисциплинам для средних школ и вузов, в подготовке стабильных школьных учебников по истории. Являясь видным учёным и талантливым педагогом, оказывал большую помощь молодым исследователям и преподавателям своими ценными советами. Продолжал научную работу до смерти, несмотря на преклонный возраст и болезнь.

### Книги
- Наше прошлое : рассказы из русской истории / Историческая комиссия Учебного отдела МОРТЗ ; под ред. Е. И. Вишнякова, С. П. Мельгунова [и др.]. - Москва : Задруга, 1916.

До Петра Великого / Б. Сыроечковский, В. Сыроечковский, Я. Сорнев [и др.]. - 1916. - VII, 407 с. : ил.
- Николай II и его царствование = Николай Второй и его царствование / В.[!]Е. Сыроечковский. - Москва : Задруга, 1917. - 24 с.; 23 см. - (Свободный народ; № 3).; — скан в ГПИБ
- Временное правительство / Б. Е. Сырочковский. - Москва : Задруга, 1917. - 29 с.; 23 см. - (Свободный народ; № 4).; — скан в РГБ
- Временное правительство / Временное правительство / Б.Е. Сыроечковский. - Москва : Задруга, 1917. - 29 с.; 23. - (Свободный народ; № 4).
- Сборник по истории классовой борьбы для 5-го года ФЗС и 1-го года ШКМ. Вып. 1-3. - Москва ; Ленинград : Гос. учеб.-пед. изд-во, 1932 (М. : тип. "Образцовая" ;). - 2 бр.; 20х14 см.
- Из истории движения декабристов / Б. Е. Сыроечковский. - Москва : Изд-во Моск. ун-та, 1969. - 370 с., 1 л. портр.; 20 см.

### В качестве редактора
- Народный социалист : еженедельный журнал, издаваемый Московским комитетом Трудовой народно-социалистической партии / ред. Б. Е. Сыроечковский. - Москва : [б. и.], 1917. - 30-62 см.
- И. И. Горбачевский. Записки декабриста И.И. Горбачевского : Записки декабриста Ивана Ивановича Горбачевского : С прил. и со вступ. ст. ["И.И. Горбачевский и его "Записки"] Б. Е. Сыроечковского. - Москва : Задруга, 1916. - XXXIV, [2], 324 с. : портр.; 19. - (Библиотека мемуаров; Вып. 2).
- И. И. Горбачевский. Записки и письма декабриста И. И. Горбачевского / Под ред. Б. Е. Сыроечковского. - 2-е изд., доп. и испр. - Москва : "Соврем. проблемы" Н. А. Столляр, 1925. - 399 с. : портр.; 20 см. - (Библиотека декабристов).
- Междуцарствие 1825 года и восстание декабристов в переписке и мемуарах членов царской семьи / подготовил к печати [и снабдил предисловием] Б. Е. Сыроечковский ; Центрархив. - Москва ; Ленинград : Гос. изд-во, 1926. - 248 с.; 27 см.
- Очерки из истории движения декабристов : Сборник статей / Акад. наук СССР. Ин-т истории. - Москва : Госполитиздат, 1954. - 580 с.; 21 см.
- С. Н. Чернова. У истоков русского освободительного движения : Избр. статьи по истории декабризма / Сарат. ордена Труд. Красного Знамени гос. ун-т им. Н. Г. Чернышевского. - Саратов : Изд-во Сарат. ун-та, 1960. - XII, 424 с., 1 л. план. : ил., портр.; 23 см.
- И. И. Горбачевский. Записки, письма / Изд. подготовили Б. Е. Сыроечковский [и др.]. - Москва : Издательство Академии наук СССР, 1963. - 354 с., 3 л. ил.; 22 см. - (Литературные памятники / Акад. наук СССР).
- Междуцарствие и восстание декабристов в воспоминаниях и переписке членов царской семьи / составление, предисловие и комментарии Б. Е. Сыроечковского. - Москва : Ломоносовъ, 2022. - 247, [2] с. : ил.; 22 см. - (История. География. Этнография).; ISBN 978-5-91678-714-6 : 500 экз.

### Книги на иностранных языках
- Το βαλκανικό πρόβλημα στα πολιτικά σχεδία των Δεκεμβριστών : Δοκίμιο / Μπ. Ε. Σιροετσκόφσκι. - S. l. : Πολιτικές και Λογοτεχνικές εκδόσεις, 1956. - 87 с.; 21 см.

### Статьи
- Балканская проблема в политических планах декабристов. — В кн.: Очерки из истории движения декабристов : Сборник статей / Акад. наук СССР. Ин-т истории. - Москва : Госполитиздат, 1954. - 580 с.; 21 см., — С. 186—275

### Энциклопедические статьи
- Союз благоденствия  — в первом издании Большой советской энциклопедии.